# ISO 3166-2:UZ
Kódy ISO 3166-2 pro Uzbekistán identifikují 12 provincií, 1 autonomní republiku a 1 město (stav v roce 2015). První část (UZ) je mezinárodní kód pro Uzbekistán, druhá část sestává ze dvou písmen identifikujících jednotlivá území.

## Seznam kódů
```
UZ-AN Andižan (Andižan)
UZ-BU Buchara (Buchara) 
UZ-FA Fergana (Fergana)
UZ-JI Džizak (Džizak) 
UZ-NG Namangan (Namangan)
UZ-NW Navoi (Navoi) 
UZ-QA Kaškadarja (Karši) 
UZ-QR Karakalpacká autonomní republika  (Nukus)
UZ-SA Samarkand (Samarkand)
UZ-SI Sirdarja (Gulistan) 
UZ-SU Surchandarja (Termes)
UZ-TK 
Taškent
 (město) 
UZ-TO Taškent (provincie) 
UZ-XO Charazm (Urgenč)
```